# Jiří Svoboda (student)
Jiří Svoboda (31. října 1923, Vysoké Mýto – 15. dubna 1943,  Plötzensee) byl český student a člen odboje, který byl za svoji odbojovou činnost popraven nacisty. 

## Život
Narodil se ve Vysokém Mýtě do evangelické rodiny jako jedináček. Po základní škole nastoupil ke studiu na vysokomýtském gymnáziu.  

## Odbojová činnost
Svoboda byl součástí ilegální skupiny Mladá garda národního odboje, působící na Choceňsku. Mezi její členy patřili mj. i další dva studenti téhož gymnázia – Miloslav Svoboda a Jaroslav Šafka. Svoji činnost zahájila již v roce 1939, kdy jeden z nejstarších členů skupiny, Miroslav Ell, navázal kontakt s ilegální komunistickou stranou v Chocni. Skupina se zaměřovala především na tisk a distribuci zakázaných letáků.
V lednu 1942 byla skupina vypátrána a její členové zatčeni gestapem. Vedoucí choceňské organizace, Josef Sychra, byl dopaden už v roce 1940. V pardubické věznici spáchal sebevraždu, čímž pozdržel vyšetřování. V létě 1941 byli však dopadeni další dva členové. U jednoho z nich se našel lístek s poznámkami, obsahujícími informace o choceňské organizaci. V lednu 1942 pak gestapo odhalilo i zbytek skupiny a její členy pozatýkalo. Pro studenty vysokomýtského gymnázia si gestapo přišlo přímo do školy.
Zatčení studenti byli nejprve převezeni do Malé pevnosti v Terezíně, odtud byli pak převezeni do Berlína, kde v prosinci 1942 začal soud. Jiří Svoboda, Miloslav Svoboda i Jaroslav Šafka byli odsouzeni k trestu smrti. Přes četné intervence rodinných příslušníků nebyla žádnému ze studentů udělena milost.
Jiří Svoboda byl popraven v berlínské mužské věznici Plötzensee 15. dubna 1943. Téhož dne byly vykonány rozsudky i u ostatních dvou studentů.

## Odkaz
V září 2019 mu byl v ulici A. V. Šembery ve Vysokém Mýtě odhalen tzv. kámen zmizelých (Stolperstein). Společně se Stolpersteinem Miloslava Svobody se jedná o první kameny zmizelých instalované v tomto městě.